# Структурно-груповий аналіз нафти і нафтопродуктів
Структурно-груповий аналіз нафти і нафтопродуктів - аналіз за вмістом структурних груп вуглеводнів, коли нафта і нафтові фракції розглядаються як побудовані із ароматичних кілець, насичених вуглецевих кілець і алканових ланцюгів. Індивідуальний склад може бути поки що визначений лише для газових і бензинових фракцій.